# George Lusztig
George Lusztig (nascido Gheorghe Lusztig; Timișoara, Romênia, 20 de maio de 1946) é um matemático estadunidense. Trabalha com representação de grupo.
Lusztig estudou na Universidade de Bucareste. Depois foi para os Estados Unidos, onde trabalhou de 1969 a 1971 no Instituto de Estudos Avançados de Princeton com Michael Atiyah. Em 1971 obteve um doutorado, orientado por Michael Atiyah e William Browder, com a tese Novikov's Higher Signature and Families of Elliptic Operators, publicada no Journal of Differential Geometry, Volume 7, 1972, p. 229. A partir de 1971 esteve na Universidade de Warwick na Inglaterra, onde foi Lecturer em 1972 e Professor em 1974. A partir de 1978 está no Instituto de Tecnologia de Massachusetts (MIT), onde é atualmente Norbert Wiener Professor.
Lusztig introduziu novos conceitos fundamentais na representação de grupos algébricos. Na teoria de Deligne-Lusztig (com Pierre Deligne, Representations of reductive groups over finite fields, Annals of Mathematics, Volume 103, 1976, p. 103-161) é usada a cohomologia {\displaystyle l}-ádica, a fim de construir representações lineares de grupos finitos do tipo Lie. Em 1984 Lusztig especificou assim todas as representações de grupos finitos simples do tipo Lie. Na obra Representation of Coxeter groups and Hecke algebras (Inventiones Mathematicae Volume 53, 1979, p. 165) David Kazhdan e Lusztig introduziram os polinômios de Kazhdan-Lusztig (e formularam a hipótese de Kazhdan-Lusztig) e forneceram em 1980 uma interpretação com a cohomologia de interseção de Goresky e Robert MacPherson. Lusztig palestrou sobre a aplicação deste método "geométrico" em teoria da representação no Congresso Internacional de Matemáticos de 1990 em Quioto (Intersection Cohomology Methods in Representation Theory). A partir do final da década de 1980 trabalha também com grupos quânticos (definido em 1985 por Vladimir Drinfeld e Michio Jimbo).
Em 1977 recebeu o Prêmio Berwick Junior da London Mathematical Society. Em 1985 recebeu o Prêmio Cole (Álgebra). Desde 1992 é membro da Academia Nacional de Ciências dos Estados Unidos. Em 2008 recebeu o Prêmio Leroy P. Steele e em 1999 a Medalha Brouwer. Em 1974 foi palestrante convidado ("Invited Speaker") no Congresso Internacional de Matemáticos em Vancouver (On the discrete series representations of the classical groups over finite fields), em 1990 em Quioto (Intersection cohomology methods in representation theory) e em 1983 em Varsóvia (Characters of reductive groups over finite fields).

## Obras
- The Discrete Series of {\displaystyle GL(n)} over a Finite Field. Annals of Mathematical Studies, Princeton 1974.
- Characters of Reductive Groups over a Finite Field. Annals of Mathematical Studies, Princeton 1984.
- Introduction to Quantum Groups. 1993.